# Kane Le'aupepe
Pas d'image ? Cliquez ici

a Compétitions nationales et continentales officielles uniquement.

b Matchs officiels uniquement.
Dernière mise à jour le 17 août 2022.
Kane Le'aupepe, né le 3 décembre 1992 à Wellington (Nouvelle-Zélande), est un joueur de rugby à XV international samoan évoluant au poste de deuxième ligne.

## Carrière

### En club
Kane Le'aupepe commence sa carrière sur le tard en raison d'un manque d'intérêt pour le sport à l'adolescence, et une grave blessure aux cervicales subie en 2012. Il joue au poste de centre ou d'ailier jusqu'à ses 21 ans, avant d'être replacé au poste de seconde ligne, plus adapté à son gabarit imposant. Ce changement de poste lui permet de jouer en équipe première avec son club de Johnsonville, évoluant dans le championnat amateur de la région de Wellington. Il joue trois saisons avec ce club, avant de rejoindre en 2016 les Oriental Rogontai dans ce même championnat pour une saison. Ses performances en club lui permettent d'être retenu dans l'effectif de la province de Wellington pour la saison 2018 de NPC (championnat des provinces néo-zélandaises). Il joue sa première et unique rencontre avec cette équipe le 20 août 2016 contre Hawke's Bay.
En 2017, il décide de déménager à Mount Maunganui dans la région de la Baie de l'Abondance, et commence à jouer avec le club local de Te Puke. l'année suivante, il est recruté par la province de Bay of Plenty, avec qui il s'impose rapidement comme un titulaire indiscutable.
Grâce à ses performances en NPC et au niveau international, il est convoité par les franchises des Chiefs et des Crusaders, ainsi que le club anglais de Bristol. Il rejoint finalement en mars 2019 les Hurricanes, basés dans sa ville natale de Wellington, où il compense les blessures de Sam Lousi et Andries Ferreira. Il fait ses débuts en Super Rugby le 29 mars 2019 contre les Crusaders,. Il dispute un total de dix rencontres lors de la saison. Il manque ensuite l'intégralité de la saison 2019 de NPC en raison de sa participation à la Coupe du monde avec les Samoa. Il fait ensuite son retour avec les Hurricanes en 2020, mais ne dispute qu'une seule rencontre lors du Super Rugby Aotearoa.
Il subit une grave blessure aux cervicale lors de la saison 2020 de NPC avec Bay of Plenty, ce qui le pousse à mettre un terme prématuré à sa carrière en avril 2021,.

### En équipe nationale
Kane Le'aupepe est appelé pour la première fois avec l'équipe des Samoa en octobre 2018. Il obtient sa première cape internationale le 10 novembre 2018 à l’occasion d’un test-match contre l'équipe des États-Unis à Saint-Sébastien.
En 2019, il est retenu par le sélectionneur Steve Jackson (en) dans le groupe samoan pour disputer la Coupe du monde au Japon. Il dispute quatre matchs lors de la compétition, contre la Russie, l'Écosse, le Japon et l'Irlande.

## Palmarès

### En équipe nationale
- 10 sélections avec les Samoa entre 2018 et 2019[2].
- 0 point.

- Participation à Coupe du monde 2019 (4 matchs).